# Jan Odink
Berend Jan (Jan) Odink (Zwolle, 18 augustus 1944 – Mahé (Seychellen), 29 april 2018) was een Nederlands politicus. Namens de LPF was hij staatssecretaris op het ministerie van Landbouw, Natuurbehoud en Visserij in het kabinet-Balkenende I.

## Loopbaan
Odink was een landbouweconoom. Hij studeerde agrarische en industriële bedrijfseconomie aan de Landbouwhogeschool Wageningen. Voordat Odink in de politiek terechtkwam, was hij vanaf 1985 secretaris van het bestuur Productschap Vee en Vlees. Tevens had hij bij het productschap de functie van sectordirecteur rood vlees.
Als staatssecretaris was hij onder andere belast met visserij, dierenwelzijn en mestbeleid. Hij verruimde de mogelijkheden om op kokkels te vissen in de Waddenzee en bereikte in december 2002 overeenstemming over een nieuw Europees visserijbeleid, waarbij de quota voor onder andere schol en kabeljauw werden verlaagd. Terwijl het kabinet demissionair was, trok hij door zijn voorganger ingediende wetsvoorstellen in over de huisvesting van vleeskuikenouderdieren en over een verbod op pelsdierhouderij.
Bij de Tweede Kamerverkiezingen 2003 stond Odink vijftiende op de kandidatenlijst van de LPF, te laag voor een plek in het parlement. Van 2006 tot 2010 was hij voorzitter van het Productschap Vis. Odink was gedecoreerd als Ridder in de Orde van Oranje Nassau.
Jan Odink overleed in 2018 op 73-jarige leeftijd.
- International Standard Name Identifier: 0000 0003 9272 8260
- Nederlandse Thesaurus van Auteursnamen: 242137202
- Parlement.com: vg9fgoprhzzw
- Virtual International Authority File: 286838802